# Gaspar Grande
Gaspar Grande, auch als Gasparee bekannt, ist eine zu Trinidad und Tobago gehörige Insel und zählt zur Gruppe der Bocas Islands. Verwaltungstechnisch zählt Gaspar Grande zur Region Diego Martin.

## Geographie
Die Inselgruppe der Bocas Islands ist dem Nordwestzipfel Trinidads, Chaguaramas, vorgelagert. Während Chacachacare, Huevos und Monos in der Meerenge Dragon’s Mouth Strait (Bocas del Dragón) liegen, die den Nordwestzipfel Trinidads von Venezuela trennt, liegt Gaspar Grande weiter südöstlich im Golf von Paria, nur knapp einen Kilometer vom trinidadischen Festland (Staubles im Norden, die Halbinsel Point Gourd im Osten) entfernt.
Die Insel besteht primär aus Kalkstein mit Calcit-Einschlüssen, die im Laufe der Jahrtausende teilweise ausgewaschen wurden. Dadurch verfügt die Insel über zahlreiche Höhlensysteme, deren bekanntestes die im Westen der Insel gelegenen, 35 Meter tiefen Gasparee Caves sind, die Fledermäuse beherbergen und in denen sich ein unterirdischer Süßwassersee, die Blue Grotto befindet. Weitere Höhlensysteme sind die White Cave und die Precipice Cavern. Es gibt Eisen- und Fluorit-Vorkommen, deren Ausbeutung aber über Vorarbeiten nie hinauskamen.

## Geschichte
Im 17. Jahrhundert wurde die strategisch günstig gelegene Insel von Piraten als Basis genutzt. 1783 wurde sie vom damaligen spanischen Gouverneur José María Chacón dem Franzosen Gaspar de Percin Roque übertragen, der mutmaßlich von St. Vincent kam und nach dem das Eiland benannt ist: Auf Patois wurde die Insel „Gaspar Ile“ (Gaspars Insel) genannt, woraus im Laufe der Zeit „Gasparee“ wurde. Der Ursprung des offiziellen Inselnamens „Gaspar Grande“ ist unbekannt, eine Benennung zum Zwecke der Abgrenzung von der vorgelagerten, deutlich kleineren Insel Little Gasparee (die de Percin nie gehörte) wird gelegentlich behauptet. De Percin baute auf der Insel Baumwolle an. Das war für einige Jahre hochprofitabel, 1787 wurde das Geschäft jedoch durch eine Baumwollkapselkäfer-Plage ruiniert. 1796 wurde ein Teil im Osten der Insel von den Spaniern beschlagnahmt, um darauf ein Fort zum Schutz gegen die Engländer zu errichten, das Anfang 1797 fertiggestellt wurde und ein Dutzend Kanonen sowie vier Mörser beherbergte. Wegen der kampflosen Übergabe Trinidads an die Briten kam es aber nie zu einem Einsatz, heute sind nur die Grundmauern eines Signalturms und eines Ofens sowie die Struktur eines kreisförmigen, im Durchmesser 40 Meter messenden Grabens um das Gelände erhalten. Die Briten erbauten 1803 in der Nähe der spanischen Konstruktion ein neues Fort, da sie Angriffe der zu dem Zeitpunkt verfeindeten Spanier und Franzosen fürchteten. Heute existieren hiervon nur noch die Grundmauern einer halbmondförmigen Schanze sowie die einer 20 × 8 Meter großen Baracke. Am östlichen Ufer der Insel erweiterten die Briten von den Spaniern begonnene Arbeiten zu einem weiteren, kleinen Fort, von dem heute nur noch ein Teil der Grundmauern erhalten sind. 1826 verkaufte de Percin gut 20 Hektar Land im Westen der Insel an den pensionierten Kapitän C. A. White, der dort eine Walfangstation errichtete, deren Areal seitdem als Point Baleine bekannt ist. Ende des 19. Jahrhunderts wurde dort ein Luxushotel errichtet. Nach und nach verkauften die Erben de Percins weitere Teile der Insel, so dass während des Walfang-Booms zwischen 1826 und dem Ende des 19. Jahrhunderts weitere Stationen entstanden; ab etwa 1870 wurden auch erste Parzellen an vermögende Trinidadier verkauft, die dort Wochenendhäuser errichteten. Gaspar Grande wurde als Urlaubsort relativ populär; ein Beispiel für prominenten Besuch dieser Zeit ist Noël Coward, der auf der Insel das Lied „The Road to Mandalay“ komponierte. Im Rahmen des Zweiten Weltkriegs wurde auf Gaspar Grande eine Batterie mit zwei Geschützen installiert; in Point Baleine gab es außerdem Baracken für 130 (britische) Soldaten. Zu einem Einsatz kam die Einrichtung nie. Heute dient die Insel als Refugium für vermögende Festlands-Trinidadier, wobei einige wenige Ferien- oder Wochenendhäuser noch aus dem späten 19. Jahrhundert stammen. In bescheidenem Umfang spielt Tourismus eine Rolle; die staatliche Chaguaramas Development Authority bietet Touren zu den seit 1981 für den Publikumsverkehr geöffneten Gasparee Caves an und hält die hierfür benötigte Infrastruktur intakt.

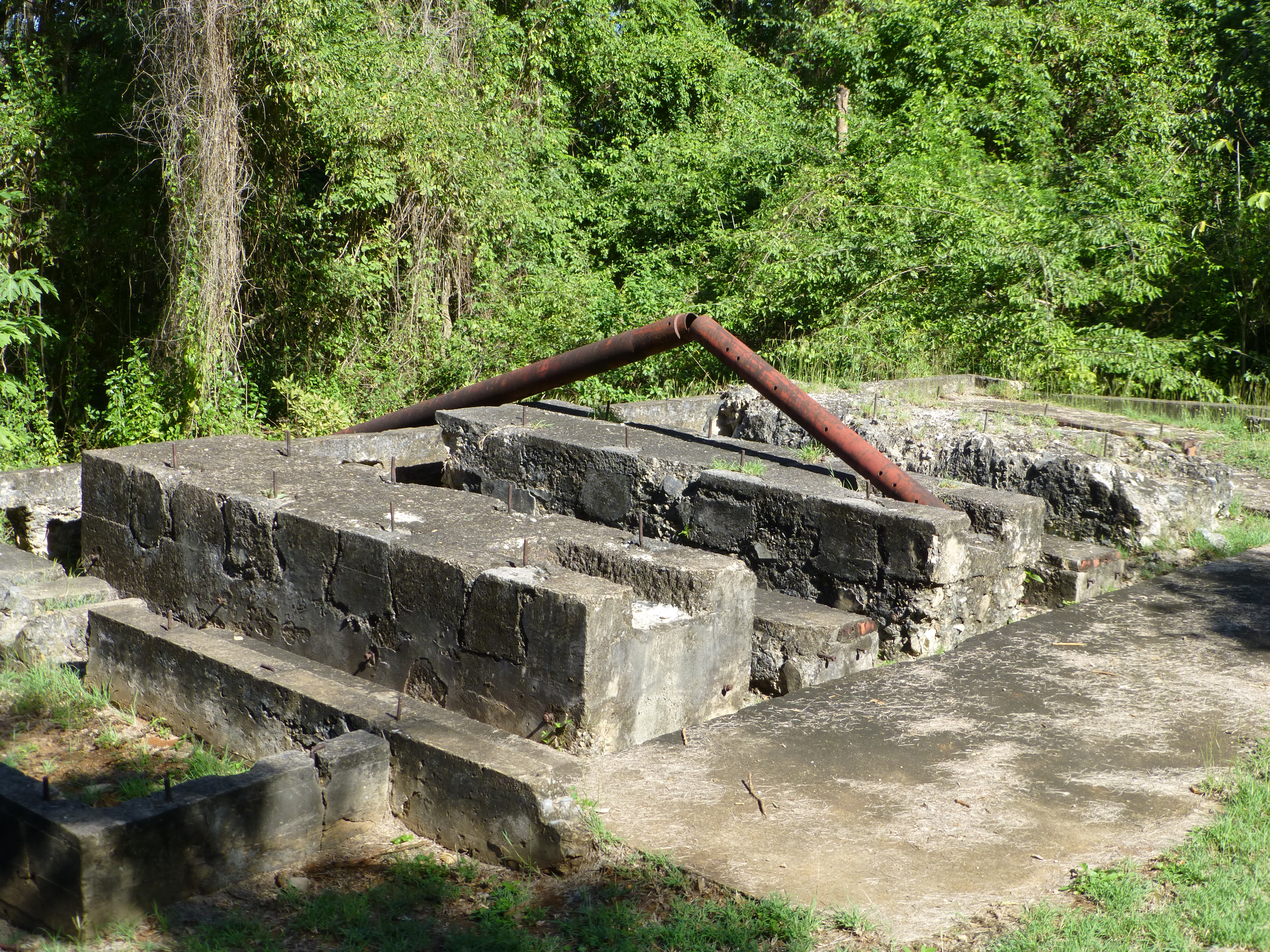
Überreste des britischen Forts
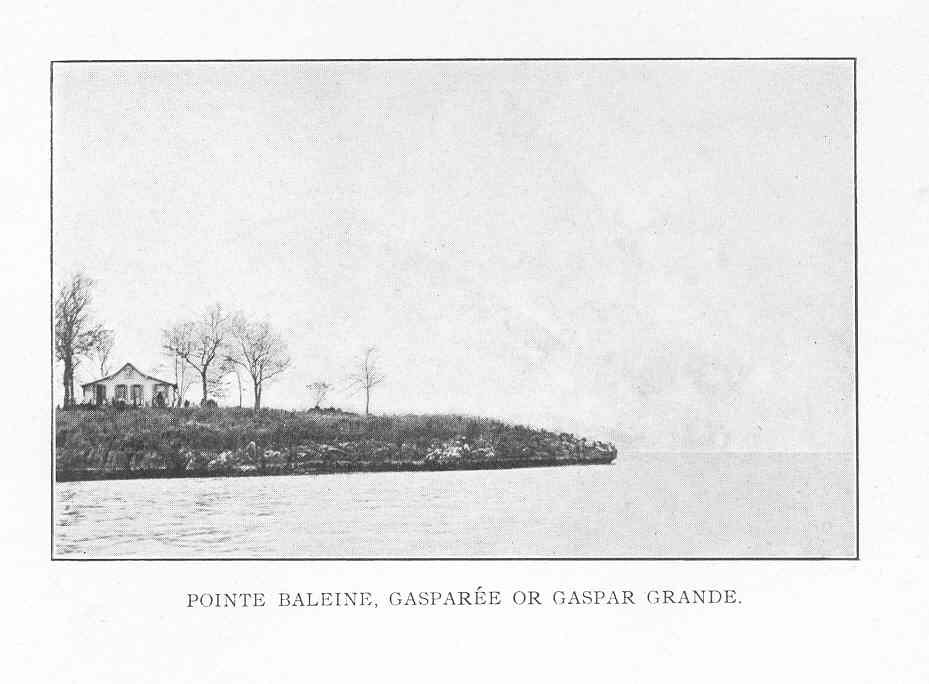
Pointe Baleine, Gaspar Grande, 1910
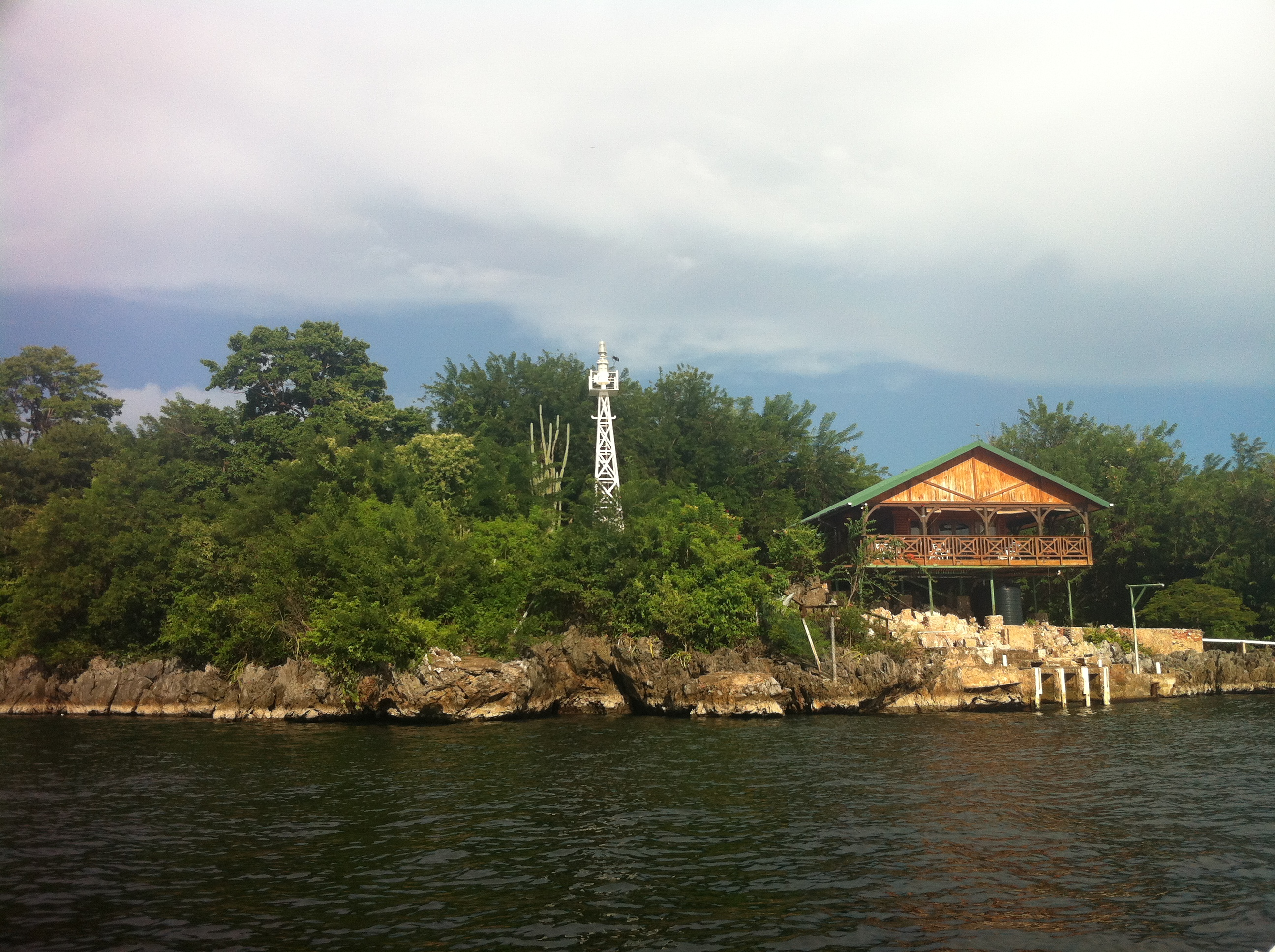
Leuchtturm, Pointe Baleine, 2011
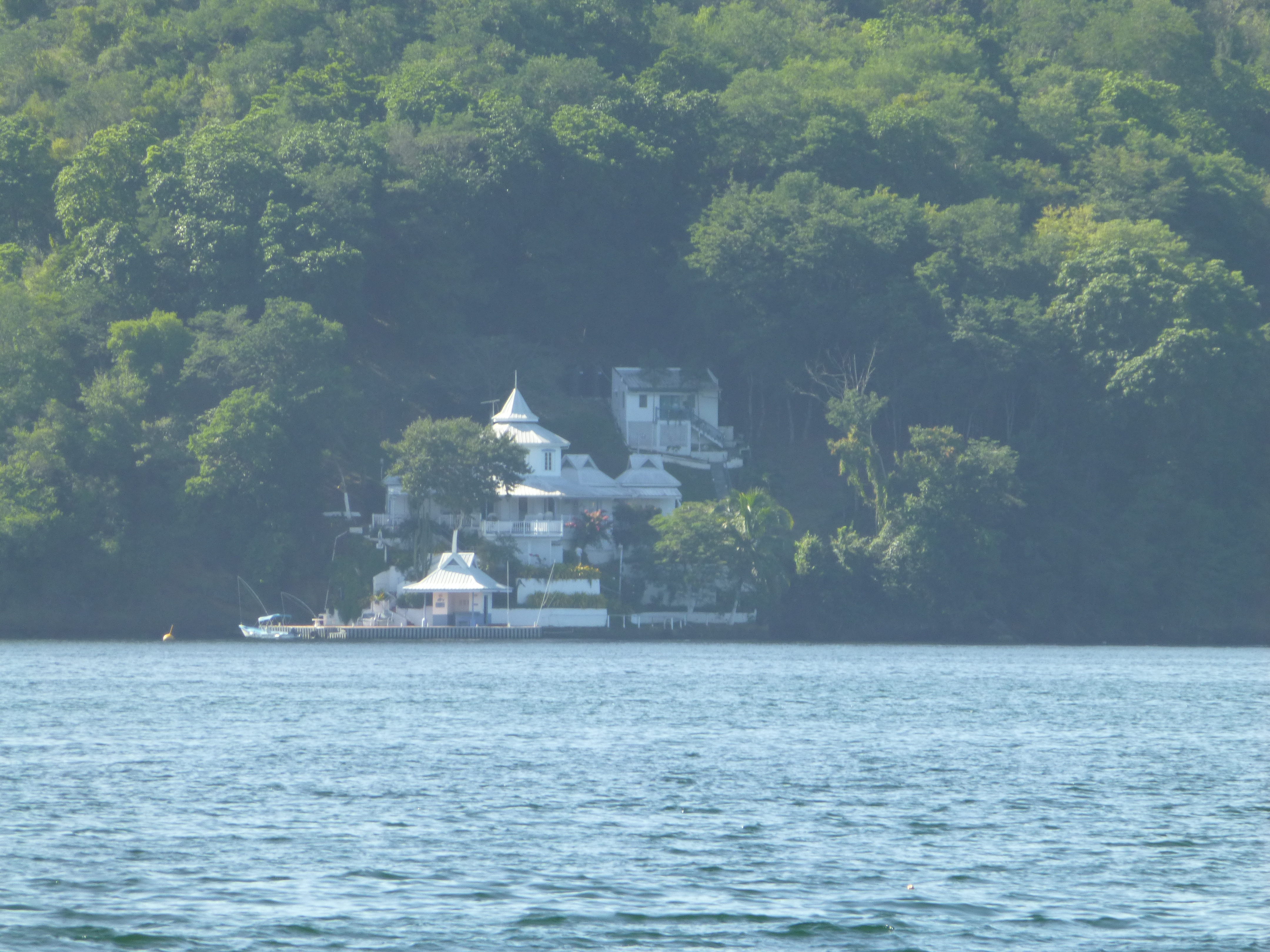
Wochenend- oder Ferienhaus, 2014

## Flora und Fauna

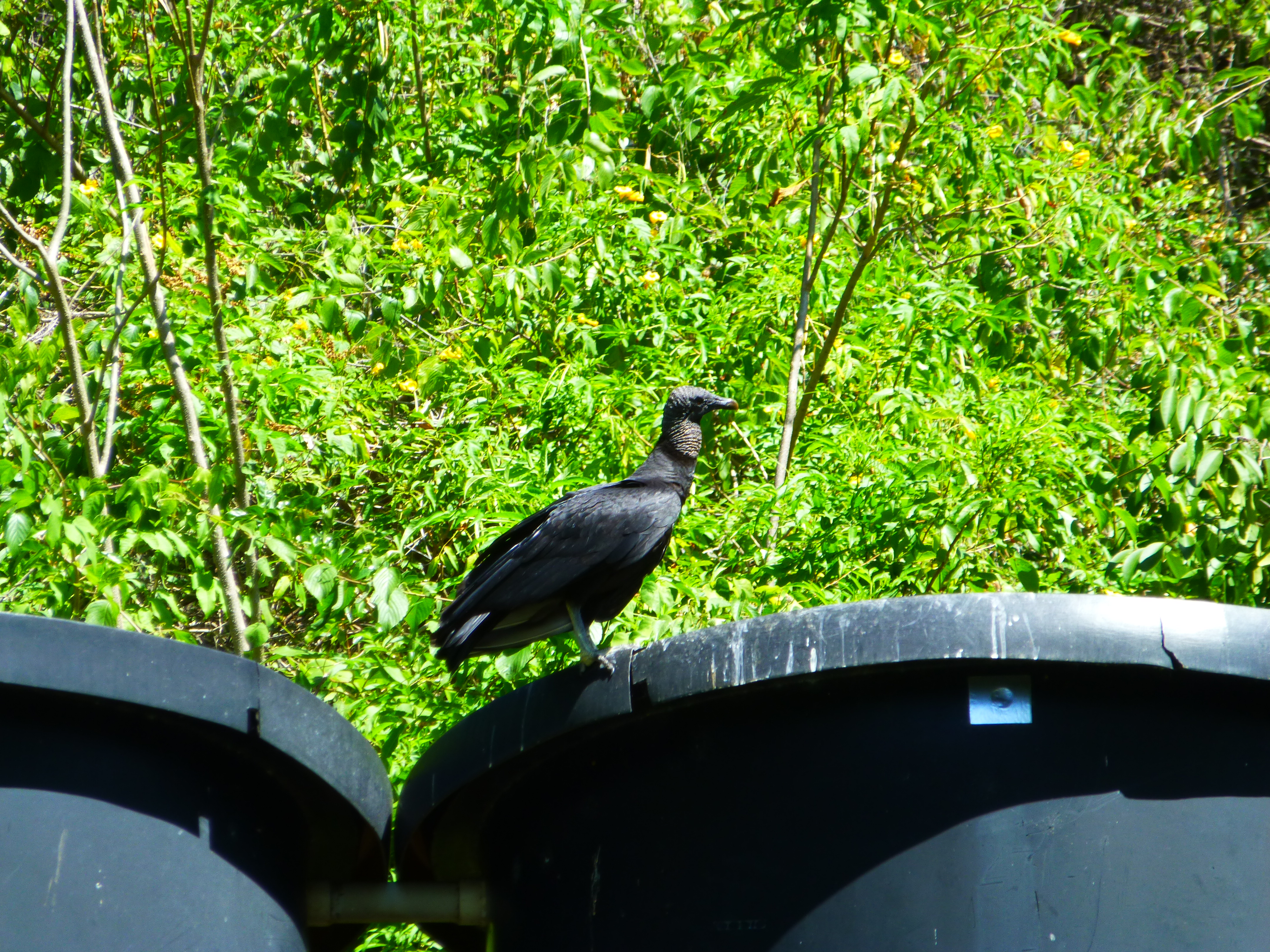
Rabengeier auf Gaspar Grande

Regenwolken treffen Trinidad meist vom Nordosten, vom Atlantik her, so dass die Bocas Islands ein im Vergleich zum Festland trockeneres Klima haben und zu einem großen Teil von Trockenwald bedeckt sind. Auf der Insel wachsen unter anderem Bursera simaruba, Carnegiea gigantea, Eugenia ligustrina, Prunus rivularis, Schweinepflaumenbäume (Spondias mombin) und Tabebuia serratifolia.
Auf der Insel leben gut ein Dutzend Schlangenarten, unter anderem Abgottschlange, Epicrates maurus, Mussuranas und Sibon nebulatus. Eidechsen sind ebenfalls zahlreich vertreten, so Buntleguane, Grüner Leguan oder Thecadactylus rapicauda. Unter den auf der Insel heimischen Tieren finden sich außerdem der Brasilianische Riesenläufer, das Große Hasenmaul und der seltene Amazona oratrix.